# Saussurea
Genre
Classification APG III (2009)
Saussurea est un genre d'environ 300 espèces de plante à fleurs de la famille des Asteraceae. Ce sont des plantes alpines qui ont été découvertes par Horace-Bénédict de Saussure (1740-1799) dans un de ses voyages. À sa mort, ce taxon lui a été dédié par Augustin Pyrame de Candolle.

Ce genre également mentionné par Paul Fournier est aussi dédié à Nicolas Théodore de Saussure (1767-1845), fils de Horace-Bénédict de Saussure.

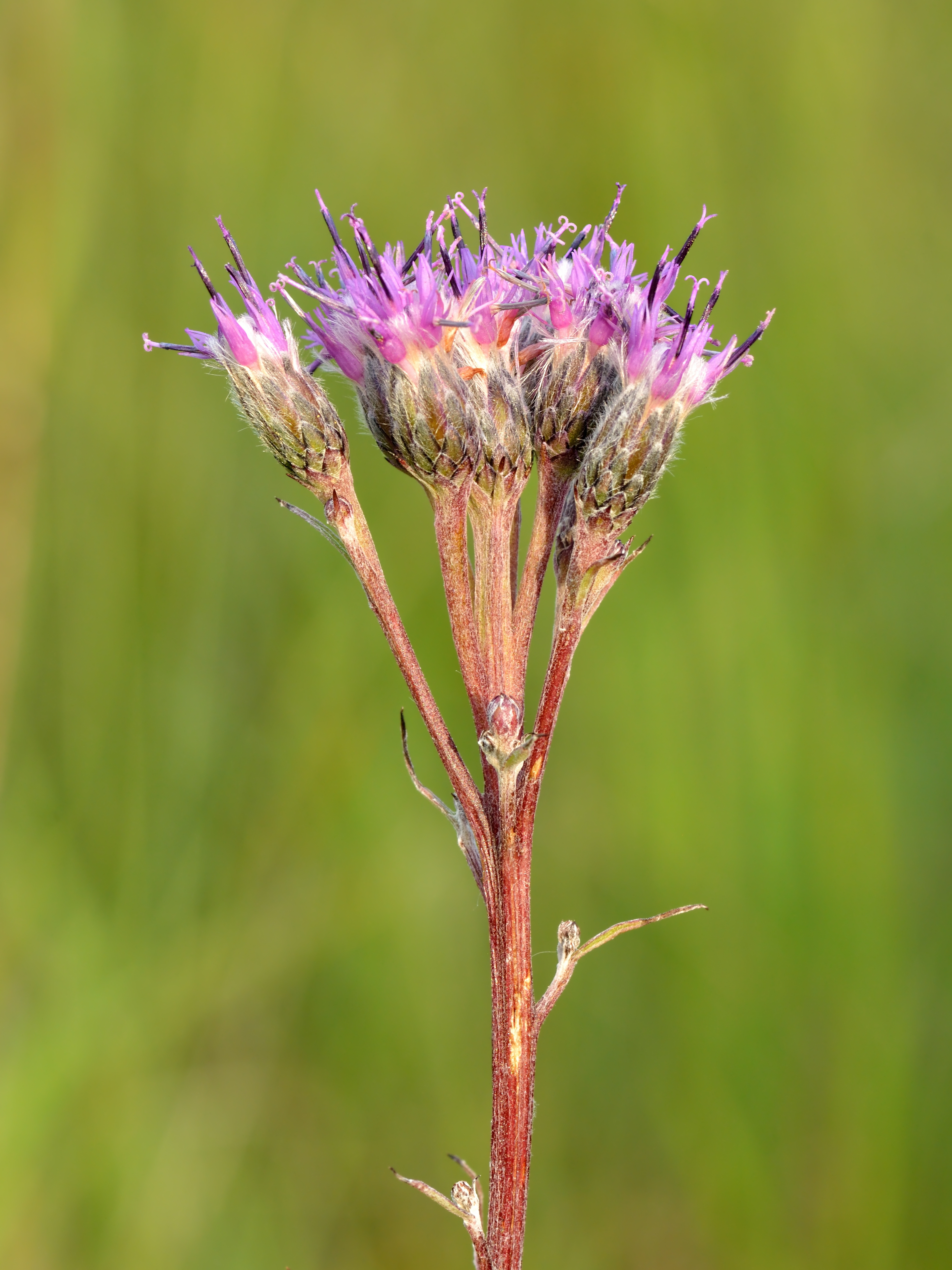
Saussurea alpina ssp. esthonica.

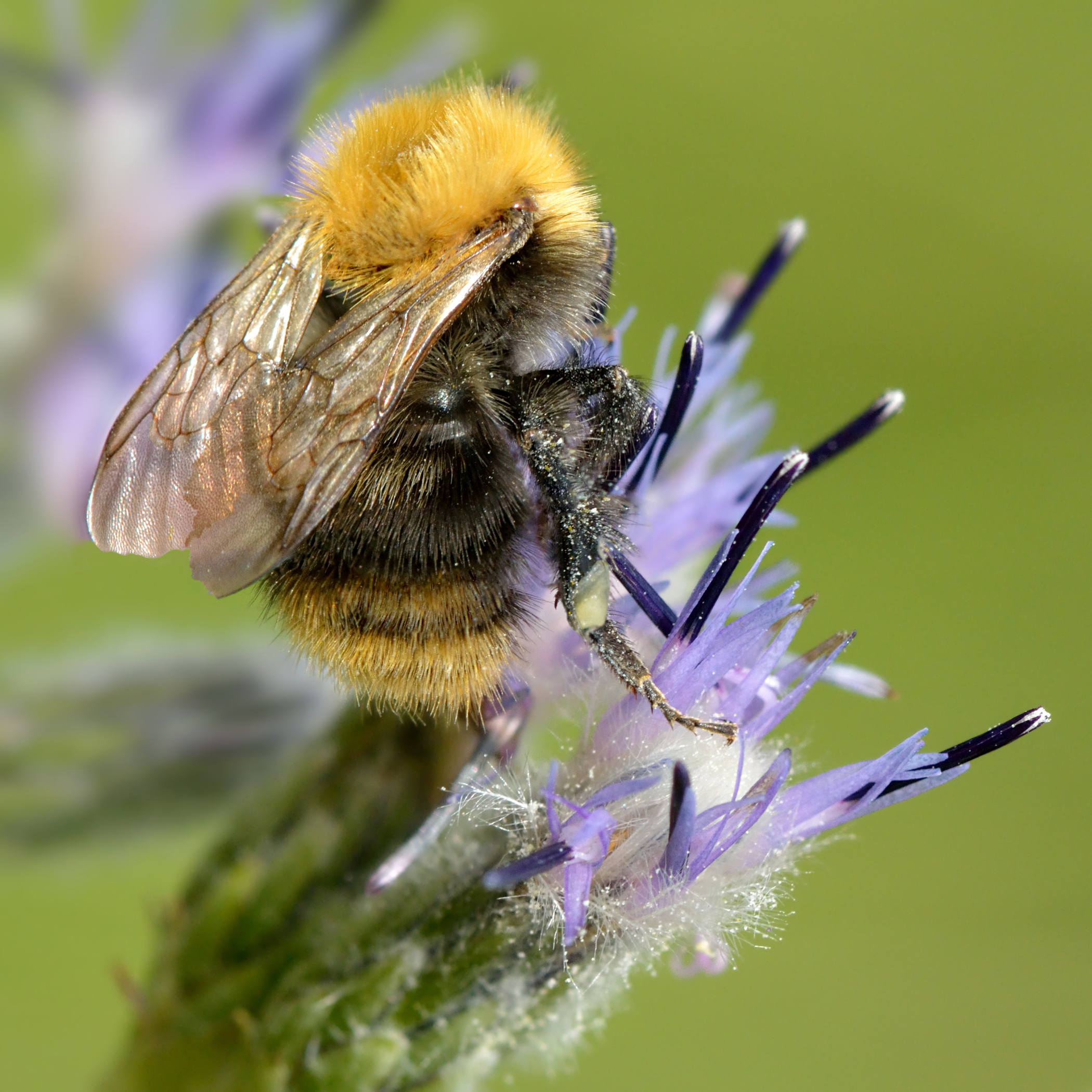

La Flore Nord Américaine attribue le genre aux deux auteurs.

## Quelques espèces
- Saussurea abnormis. Himalaya.
- Saussurea acrophila. Chine.
- Saussurea albescens. Himalaya occidental.
- Saussurea alpina  (L.) DC. Europe septentrionale et centrale, Asie du nord-ouest.
- Saussurea amara. Chine, Russie.
- Saussurea americana. Amérique du Nord-Ouest.
- Saussurea amurensis. Chine.
- Saussurea angustifolia. Asie Arctique du nord-est, Alaska, Canada.
- Saussurea auriculata. Himalaya, Chine occidentale.
- Saussurea bhutkesh. Himalaya.
- Saussurea bodinieri. Chine.
- Saussurea bullockii. Chine.
- Saussurea cana. Chine.
- Saussurea candolleana. Himalaya.
- Saussurea ceratocarpa. Cachemire.
- Saussurea chinnampoensis. Chine.
- Saussurea chrysotricha. Himalaya.
- Saussurea controversa. Russie.
- Saussurea cordifolia. Chine.
- Saussurea costus. Himalaya oriental.
- Saussurea crispa. Himalaya.
- Saussurea deltoidea. Himalaya, Chine, Taïwan.
- Saussurea densa. Asie Arctique du nord-est, Canada, Montana.
- Saussurea dhwojii. Himalaya.
- Saussurea discolor. Europe alpine centrale.
- Saussurea dolichopoda. Chine.
- Saussurea donkiah. Himalaya.
- Saussurea dutaillyana. Chine.
- Saussurea dzeurensis. Chine.
- Saussurea elegans. Caucase.
- Saussurea epilobioides. Chine.
- Saussurea fastuosa. Himalaya, Chine occidentale.
- Saussurea formosana. Taïwan.
- Saussurea forrestii. Himalaya.
- Saussurea frondosa. Chine.
- Saussurea glandulosa. Taïwan.
- Saussurea globosa. Chine.
- Saussurea gnaphalodes. Himalaya, Chine occidentale.
- Saussurea gossypiphora. Himalaya.
- Saussurea graminea. Chine.
- Saussurea graminifolia. Himalaya.
- Saussurea grandiflora. Chine.
- Saussurea heteromalla. Himalaya.
- Saussurea hieracioides. Himalaya, Chine occidentale.
- Saussurea hookeri. Himalaya.
- Saussurea involucrata. Himalaya, (Vansemberuu) Mongolie.
- Saussurea iodostegia. Chine.
- Saussurea japonica. Japon, Corée, Chine septentrionale.
- Saussurea kanaii. Himalaya.
- Saussurea kanzanensis. Taïwan.
- Saussurea kingii. Chine.
- Saussurea kiraisanensis. Taïwan.
- Saussurea laminamaensis. Himalaya.
- Saussurea laniceps. Chine.
- Saussurea lanuginosa. Chine.
- Saussurea lappa. Himalaya.
- Saussurea leontodontoides. Himalaya.
- Saussurea licentiana. Chine.
- Saussurea likiangensis. Chine du sud-ouest.
- Saussurea linearifolia. Himalaya.
- Saussurea longifolia. Chine.
- Saussurea manshurica. Chine septentrionale.
- Saussurea medusa. Chine.
- Saussurea mongolica. Chine occidentale, Mongolie.
- Saussurea namikawae. Himalaya.
- Saussurea neofranchetii. Chine.
- Saussurea nepalensis. Himalaya.
- Saussurea nigrescens. Chine.
- Saussurea nishiokae. Himalaya.
- Saussurea nivea. Chine.
- Saussurea nuda. Alaska.
- Saussurea obvallata. Brahma Kamal. Himalaya, Birmanie septentrionale et Chine du sud-ouest.
- Saussurea oligantha. Chine.
- Saussurea otophylla. Chine.
- Saussurea pachyneura. Himalaya.
- Saussurea parviflora. Russie, Chine.
- Saussurea pectinata. Chine.
- Saussurea peguensis. Chine.
- Saussurea phaeantha. Chine.
- Saussurea pinetorum. Chine.
- Saussurea piptathera. Himalaya.
- Saussurea platyphyllaria. Himalaya.
- Saussurea polycephala. Chine.
- Saussurea polystichoides. Himalaya.
- Saussurea populifolia. Chine.
- Saussurea porcii. Carpates.
- Saussurea pulchella. Japon, Corée, Chine septentrionale, Sibérie orientale.
- Saussurea pygmaea (Jacq.) Spreng. Alpes, Carpates.
- Saussurea quercifolia. Chine.
- Saussurea romuleifolia. Chine.
- Saussurea roylei. Himalaya.
- Saussurea runcinata. Chine.
- Saussurea salsa. Russie, Chine.
- Saussurea simpsoniana. Himalaya.
- Saussurea sobarocephala. Chine.
- Saussurea spicata. Himalaya.
- Saussurea stafleuana. Himalaya.
- Saussurea stella. Chine.
- Saussurea stracheyana. Himalaya.
- Saussurea sughoo. Himalaya.
- Saussurea taraxacifolia. Himalaya.
- Saussurea tangutica. Asie Occidentale.
- Saussurea topkegolensis. Himalaya.
- Saussurea tridactyla. Himalaya.
- Saussurea turgaiensis. Russie.
- Saussurea uniflora. Himalaya.
- Saussurea ussuriensis. Chine, Extrême-Orient russe.
- Saussurea vaniotii. Corée
- Saussurea vansemberuu. Mongolie.
- Saussurea veitchiana. Chine Centrale.
- Saussurea velutina. Chine.
- Saussurea viscida. Alaska.
- Saussurea weberi. Montagnes Rocheuses.
- Saussurea werneroides. Himalaya.
- Saussurea yakla. Himalaya.

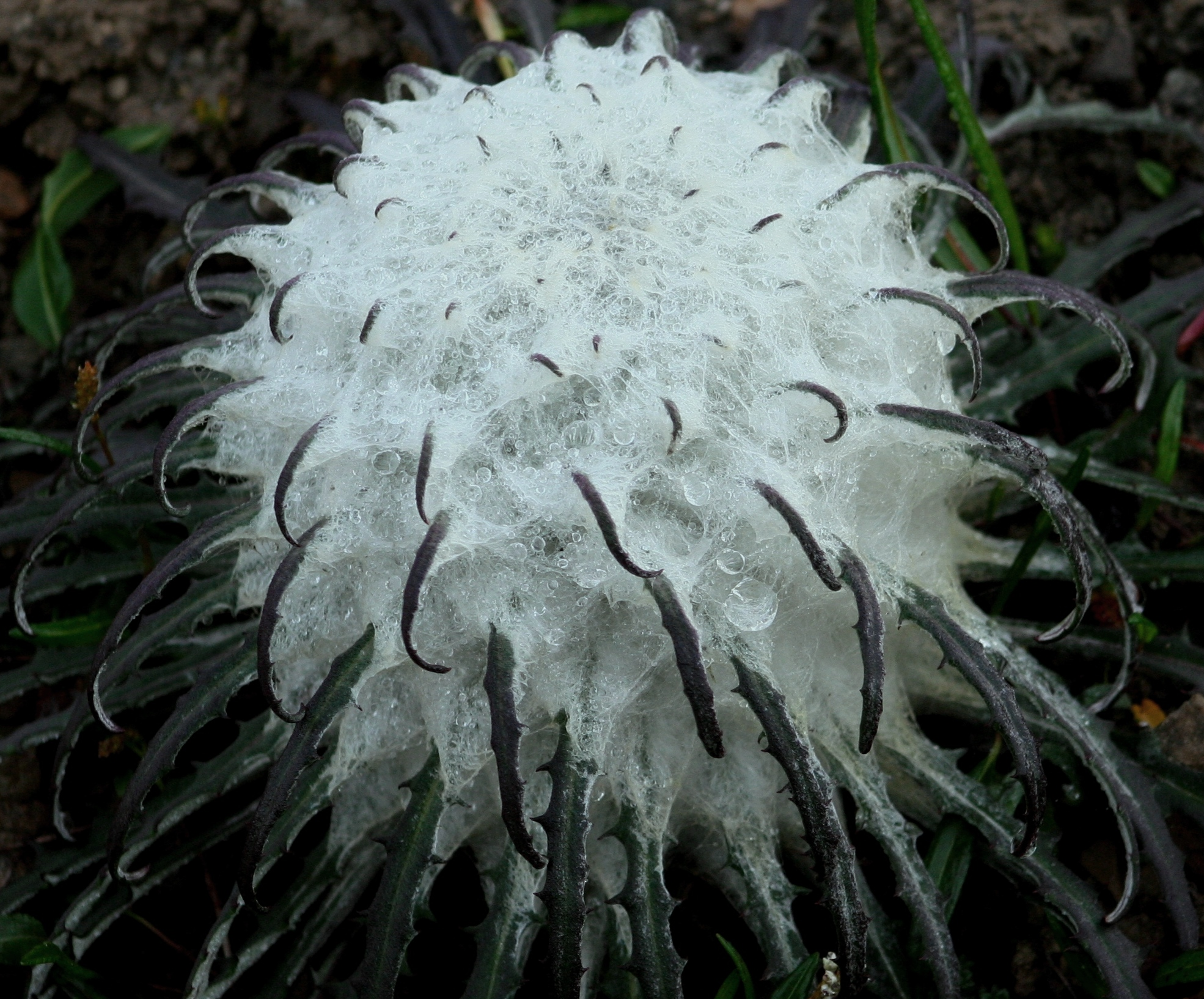
Saussurea gossypiphora (Himalaya)
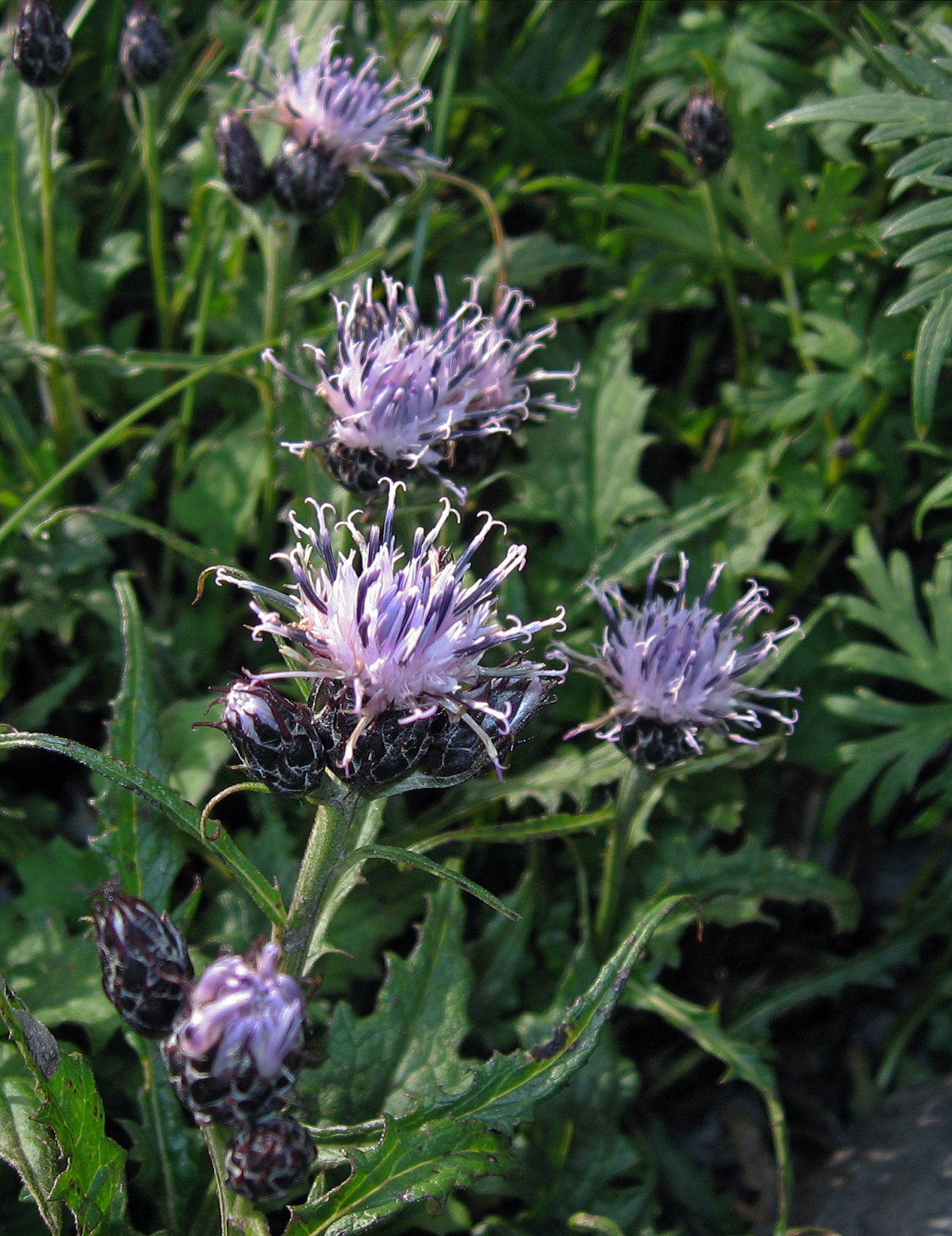
Saussurea triptera var. minor

## Espèces au statut non encore résolu
Selon "The Plant List" 24 avril 2013
- Cinnamomum acuminatifolium Hayata
- Saussurea acanthocarpa Sch.Bip. ex Hook.f.
- Saussurea acropilina Diels
- Saussurea acuminata Turcz. ex DC.
- Saussurea acuminata
- Saussurea acuminata Turcz. ex Fisch. & C.A.Mey.
- Saussurea aegirophylla Diels
- Saussurea afghana Lipsch.
- Saussurea ainorum Barkalov
- Saussurea alberti Regel & Schmalh.
- Saussurea albescens Hook.f. & Thomson ex C.B.Clarke
- Saussurea albiflora (Koidz.) Kudô
- Saussurea alpina var. remotiflora Hook.
- Saussurea amara Less.
- Saussurea amplifolia (Bornm.) Rech.f.
- Saussurea amurensis Turcz. ex DC.
- Saussurea andryaloides Hook.f. & Thomson ex C.B.Clarke
- Saussurea aphylla Rech.f.
- Saussurea asperifolia Sch.Bip. ex Herder
- Saussurea atkinsonii C.B.Clarke
- Saussurea atrata W.E.Evans
- Saussurea atriplicifolia M.Bieb. ex Besser
- Saussurea bartholomewii S.W. Liu & T.N. Ho
- Saussurea bhutkesh
- Saussurea bicolor
- Saussurea borealis Fisch. ex Herder
- Saussurea brahuica Boiss.
- Saussurea brassicifolia (Bornm.) Rech.f.
- Saussurea bungei Benth. & Hook.f. ex Franch. & Sav.
- Saussurea caespitosa Wall.
- Saussurea calobotrys Diels
- Saussurea calophylla Hand.-Mazz.
- Saussurea candicans (DC.) Sch.Bip.
- Saussurea candolleana Wall.
- Saussurea carduicephala (Iljin) Iljin ex Lipsch.
- Saussurea catharinae Lipsch.
- Saussurea centauroides Tausch
- Saussurea ceratocarpa Decne.
- Saussurea chabyoungsanica Im
- Saussurea chenopodifolia Klatt
- Saussurea chthonocephala Bornm.
- Saussurea cinerea Franch.
- Saussurea cirsioides (DC.) Sch.Bip.
- Saussurea clarkei Hook.f.
- Saussurea coarctata (Herder) Kitam.
- Saussurea colorata C.Winkl.
- Saussurea compacta Fisch. ex Herder
- Saussurea conandrifolia Nakai
- Saussurea congesta Turcz. ex DC.
- Saussurea crassicaulis C.B.Clarke ex Pamp.
- Saussurea crinita Franch. ex Nakai
- Saussurea crupinastrum (Bornm.) Lipsch.
- Saussurea cupuliformis Nakai & Kitag. ex Hand.-Mazz. [Illegitimate]
- Saussurea daisetsuensis Nakai
- Saussurea darwasica Lipsky
- Saussurea delavayi f. hirsuta J.Anthony
- Saussurea deltoidea (DC.) C.B.Clarke [Illegitimate]
- Saussurea denticulata Wall.
- Saussurea depressa Heuff. ex Nyman
- Saussurea derbecki Kom.
- Saussurea deserticola H.C.Fu
- Saussurea dhwojii M.Kitamura
- Saussurea diffusa Lipsch.
- Saussurea donkiah C.B.Clarke ex Spring.
- Saussurea dshungarica Iljin
- Saussurea edgeworthii Kitam.
- Saussurea elliptica C.B.Clarke ex Hook.f.
- Saussurea eopygmaea Hand.-Mazz.
- Saussurea erecta "S.W.Liu, J.T.Pan & J.Quan Liu"
- Saussurea eriostemon Wall. ex C.B.Clarke
- Saussurea esthonica Baer
- Saussurea fibrosa King ex W.W.Sm.
- Saussurea flavescens Spreng.
- Saussurea foliosa (Edgew.) Hook.f.
- Saussurea forrestii Decne.
- Saussurea frolensii Ledeb.
- Saussurea frolowii O.Fedtsch. & B.Fedtsch.
- Saussurea fruticulosa Kar. & Kir.
- Saussurea gebleriana C.A.Mey.
- Saussurea geracocephala Diels
- Saussurea geraeocephala Diels ex H.Limpr.
- Saussurea gigantifolia H.S.Pak & Y.P.Hong
- Saussurea glabriuscula A.P.Khokhr.
- Saussurea glanduligera Sch.Bip. ex Hook.f.
- Saussurea glauca Ledeb. ex Besser 	Unresolved 	L 	TICA
- Saussurea gmelini hort.dorp. ex Herder
- Saussurea gmelini G.Don
- Saussurea gossypifera Spreng.
- Saussurea gossypiphora Wall.
- Saussurea gossypiphora Franch. [Illegitimate]
- Saussurea graminifolia Wall.
- Saussurea graminifolia Wall. ex Hook.f.
- Saussurea grandiflora Maxim.
- Saussurea grandifolioides Nakai
- Saussurea griffithii Boiss.
- Saussurea gubanovii Kamelin
- Saussurea heteromalla (D.Don) Raizada & Saxena
- Saussurea hirsuta Hand.-Mazz.
- Saussurea hoasii Nakai
- Saussurea hookeri C.B.Clarke
- Saussurea hopeiensis
- Saussurea hybrida Degen & Gáyer
- Saussurea hypsipeta Diels
- Saussurea inconspicua Lipsch.
- Saussurea indica Sch.Bip.
- Saussurea integerrima Spreng.
- Saussurea intermedia Freyn
- Saussurea involucrata (Karel. & Kir.)
- Saussurea involucrata (Kar. & Kir.) Sch.Bip.
- Saussurea involucrata Kar. & Kir.
- Saussurea italica Pînzaru
- Saussurea × iwateyamensis M.Kikuchi
- Saussurea japonica Maxim.
- Saussurea jucunda O.Fedtsch. & B.Fedtsch.
- Saussurea jurineioides H.C.Fu
- Saussurea kaimontana Takeda
- Saussurea kamtschatica Barkalov
- Saussurea kanaii
- Saussurea karategina Lipsky
- Saussurea karoi Freyn
- Saussurea karuizawensis Hara
- Saussurea kerstanii (Bornm.) Rech.f.
- Saussurea kinbuensis Nakai
- Saussurea kiraisiensis Masam.
- Saussurea kiusiana Franch.
- Saussurea klementzii Lipsch.
- Saussurea koidzumiana Kitam.
- Saussurea komaroviana Lipsch.
- Saussurea koraiensis Nakai
- Saussurea kurentzoviae Barkalov
- Saussurea laevigata Tausch ex Steud.
- Saussurea laminamaensis Kitam.
- Saussurea lanatocephala
- Saussurea laneana W.W.Sm.
- Saussurea lapathifolia Beck
- Saussurea laxmanni Turcz. ex Besser
- Saussurea ledebouri Herder
- Saussurea lenensis Popov
- Saussurea leptophylla Hemsl.
- Saussurea leveilleana Maire ex H.Lév.
- Saussurea liatroides Fisch. ex DC.
- Saussurea limprichtii Diels
- Saussurea linearifolia Ludlow
- Saussurea luae Raab-Straube
- Saussurea lyrata Sch.Bip.
- Saussurea lyrata Franch.
- Saussurea lyrata Fisch. ex Loudon
- Saussurea macrocephala Less.
- Saussurea macrophylla Bunge ex Herder
- Saussurea mae H.C.Fu
- Saussurea marginata borszcz. ex Trautv.
- Saussurea × mirabilis Kitam.
- Saussurea miyagii Miyabe & Kudô
- Saussurea mollis Spreng.
- Saussurea monocephala Cass.
- Saussurea monticola Richards.
- Saussurea morozeviczi B.Fedtsch.
- Saussurea mucronata Spreng. ex DC.
- Saussurea multicaulis (DC.) Sch.Bip.
- Saussurea multiflora Richards.
- Saussurea myokoensis Kitam.
- Saussurea nagensis C.E.C.Fisch.
- Saussurea nakaiana Komarov
- Saussurea nambuana Koidzumi
- Saussurea nana (Pamp.) Pamp.
- Saussurea nishiokae Kitam.
- Saussurea nivea Komarov & Schischkin
- Saussurea nivea (DC.) N.P.Balakr.
- Saussurea nomurae Kitam.
- Saussurea nuda Britton & Rydb. [Illegitimate]
- Saussurea nuristanica (Bornm.) Rech.f.
- Saussurea obscura Lipsch.
- Saussurea obvallata Nakai
- Saussurea odontolepis Sch.Bip. ex Herder
- Saussurea odontolepis Sch.Bip.
- Saussurea odontophylla Freyn
- Saussurea otophylla Diels
- Saussurea oxyodonta Lipsch.
- Saussurea pantlingiana W.W.Sm.
- Saussurea parvialata H.S.Pak & Y.P.Hong
- Saussurea paxiana Diels
- Saussurea pectinata Korsh.
- Saussurea pilinophylla Diels ex H.Limpr.
- Saussurea pilinophylla Diels
- Saussurea pinnatiphylla Grierson & Spring.
- * Saussurea platyphyllaria Ludlow
- Saussurea polyphylla Schrenk ex Herder
- Saussurea polypodiifolia DC.
- Saussurea polypodiifolia Turcz.
- Saussurea polyptera Rech.f. & Köie
- Saussurea polystichoidesHook.f.
- Saussurea poophylla Diels
- Saussurea propinqua Iljin ex Pavlov
- Saussurea prostrata C.Winkl.
- Saussurea pseudo-sagitta Honda
- Saussurea pseudosalsa Lipsch.
- Saussurea pterocaulon Decne.
- Saussurea pulchella Fisch. ex DC.
- Saussurea pulchella Fisch. ex Colla
- Saussurea pulviniformis C.Winkl.
- Saussurea pumilio Fisch. ex DC.
- Saussurea pungens (DC.) Sch.Bip.
- Saussurea pusilla Lipsch.
- Saussurea pygmaea Dunn
- Saussurea qinghaiensis S.W.Liu & T.N.Ho
- Saussurea racemosa Zhirova & Krasnikov
- Saussurea ramosa Lipsch.
- Saussurea rara Kitam.
- Saussurea reinii Franch.
- Saussurea religiosa Royle
- Saussurea remotiflora (Hook.) Rydb.
- Saussurea remotifolia (Hook.) Rydb.
- Saussurea roborovskii Lipsch.
- Saussurea rosea Komarov
- Saussurea roylei (DC.) Sch.Bip.
- Saussurea rupestris Hemsl. & Lace
- Saussurea saichanensis Komarov ex Lipsch.
- Saussurea satowi Kitam.
- Saussurea scabiosaefolia Turcz. ex Ledeb.
- Saussurea scabra Less.
- Saussurea schachimardanica Kamelin
- Saussurea schanginiana (Wydler) Fisch.
- Saussurea schischkini Komarov
- Saussurea schlagintweitii Klatt
- Saussurea semenovii Herder
- Saussurea sendaica Franch. ex Koidz.
- Saussurea serawschanica B.Fedtsch.
- Saussurea sessiliflora (Koidz.) Kitam.
- Saussurea setidens Dunn
- Saussurea sieboldiana Kuntze
- Saussurea sinica S.Y.Hu
- Saussurea spicata
- Saussurea spodochroa H.S.Pak & Y.P.Hong
- Saussurea stafleuana Lipsch.
- Saussurea stemmaphora Klatt
- Saussurea stoetzneriana Diels
- Saussurea stracheyana (Kuntze) Lipsch.
- Saussurea × subgracilis K.Asano ex T.Shimizu
- Saussurea subsinuata Ledeb.
- Saussurea sudhanshui Hajra
- Saussurea sughoo C.B.Clarke
- Saussurea sughoo Franch.
- Saussurea sugongii S.W. Liu & T.N. Ho
- Saussurea susuyensis Miyabe & Miyake
- Saussurea taraxacifolia Wall.
- Saussurea tianshuiensis X.Y.Wu
- Saussurea tobitae Kitam.
- Saussurea tokubuchii Kudô ex Kitam.
- Saussurea tokubuchii Kudô
- Saussurea topkegolensis H.Ohba & S.Akiyama
- Saussurea tsukubensis Nakai
- Saussurea tunglingensis Chen
- Saussurea tunicata Hand.-Mazz.
- Saussurea unifloraWall.
- Saussurea × uralensis Lipsch.
- Saussurea virescens Freyn
- Saussurea viridifolia Gilli
- Saussurea wakasugiana Kadota
- Saussurea wilsonii J.R.Drumm. ex Ling
- Saussurea yabulaiensis Y.Y.Yao
- Saussurea yakla C.B.Clarke
- Saussurea yamatensis Honda
- Saussurea yamatonus Honda ex Koidz.
- Saussurea yushuensis S.W.Liu & T.N.Ho
- Saussurea zeaensis Freyn